# 丸五ゴム工業
丸五ゴム工業株式会社（まるごごむこうぎょう）とは、岡山県倉敷市に本社を置く、主に自動車部品のゴム製品を製造している企業である。関連会社に安全靴、地下足袋、作業靴、長靴製造の株式会社丸五がある。

## 会社概要
- 創業：1919年（大正8年）5月
- 工場：本社工場、矢掛工場
- 営業所：東京、浜松、名古屋、大阪

## 沿革
- 大正 8年（1919年）5月 - 丸五足袋株式会社（当社の前身、現在㈱丸五に社名変更）創立
- 昭和18年（1943年）5月 - 三菱重工業株式会社の協力工場として航空機用ゴム部品製造開始
- 昭和29年（1954年）1月 - 丸五足袋株式会社より独立し「丸五ゴム工業株式会社」設立
- 昭和35年（1960年）11月 - 現在地に本社工場を建設
- 昭和37年（1962年）4月 - 矢掛工場建設、全面操業開始
- 昭和45年（1970年）4月 - 金型製作部門を独立し「丸五テック株式会社」設立
- 昭和60年（1985年）1月 - 生産子会社「久世高分子工業株式会社」設立
- 昭和62年（1987年）9月 - 台湾「富本橡膠工業股份有限公司」と技術援助契約を締結
- 昭和63年（1988年）10月 - アメリカ合衆国テネシー州に「ＰＭＬ，Ｉｎｃ．」設立
- 平成 6年（1994年）1月 - 生産子会社「丸五シーエス工業株式会社」設立
- 平成10年（1998年）3月 - 品質マネジメントシステム「ＩＳＯ９００１」認証取得
- 平成12年（2000年）12月 - ドイツ「 BOGE Elastmetall GmbH」と防振ゴム分野で業務提携
- 平成14年（2002年）6月 - 環境マネジメントシステム「ＩＳＯ１４００１」認証取得
- 平成15年（2003年）11月 - 生産子会社「関東エラストマー株式会社」設立
- 平成16年（2004年）10月 - 中国に合弁会社「丸五富井（福州）工業有限公司」設立
- 平成20年（2008年）10月 - イギリス「Ｊａｍｅｓ Ｄａｗｓｏｎ」と耐熱吸気系ホース分野で業務提携
- 平成22年（2010年）12月 - タイに合弁会社「アジアン・ラバーパーツ」設立
- 平成23年（2011年）10月 - インドネシアに合弁会社「ＰＴ マルゴ・ラバー・インドネシア」設立
- 平成24年（2012年）8月 - インドに合弁会社「タルブロス･マルゴ・ラバー」設立
- 平成26年（2014年）4月 - 自動車産業品質マネジメントシステム「ＩＳＯ／ＴＳ１６９４９」認証取得
- 平成27年（2015年）1月 - 丸五ホールディングス株式会社が設立され１００％子会社となる
- 平成27年（2015年）10月 - フィリピン「Ｔｉｔａｎ　Ｒｕｂｂｅｒ」と防振ゴム分野で技術援助契約を締結
- 平成28年（2016年）7月 - アジアン・ラバー・パーツの社名をマルゴ・ラバー・タイランドに変更
- 平成30年（2018年）5月 - 自動車産業品質マネジメントシステム「ＩＡＴＦ１６９４９」に認証移行
- 令和元年（2019年）5月 - 丸五グループ創立１００周年

## 主要取引先
三菱自動車工業、三菱ふそうトラック・バス、スズキ、いすゞ自動車、ダイハツ工業、川崎重工業、日野自動車、UDトラックス（旧:日産ディーゼル）、富士重工業、日産自動車、トヨタ車体、デンソー、KYB、トヨタ紡織、日立製作所、ジェイテクト、カルソニックカンセイ、ヤマハ発動機、三菱重工業、井関農機

## 主な製品
- 防振ゴム製品
- ラバーホース製品
- 型物製品
- 樹脂製品
- 押出製品